# Tim Ingold
Tim Ingold FBA FRSE Dr. h.c (1 de novembre de 1948) és un antropòleg britànic, i catedràtic d'Antropologia Social a la Universitat d'Aberdeen. És un dels antropòlegs més reconeguts avui dia. La seva obra, pionera en el camp de l'antropologia ecològica, planteja qüestions cabdals al voltant de la distinció entre natura i cultura, la pregunta de per què ens fa humans, la transmissió del coneixement, la nostra relació amb l'entorn o el paper de la creativitat i la tecnologia a la nostra societat. El seu últim llibre, Líneas: Una breve historia, va ser editat en castellà per Gedisa el 2015.

## Publicacions
- Ingold, T. (2015). The Life of Lines. Routledge, London.
- Ingold, T. (2013). Making: Anthropology, Archaeology, Art and Architecture. Routledge, London.
- Ingold, T. & Palsson, G. (eds.) (2013). Biosocial Becomings: Integrating Social and Biological Anthropology. Cambridge University Press, Cambridge.
- Janowski, M. & Ingold, T. (eds.) (2012). Imagining Landscapes: Past, Present and Future. Ashgate, Abingdon, UK.
- Ingold, T. (2011). Being Alive: Essays on Movement, Knowledge and Description. Routledge, London.
- Ingold, T. (2011). Redrawing Anthropology: Materials, movements, lines. Ashgate, Aldershot.
- Ingold, T. & Vergunst, J. (eds.) (2008). Ways of Walking: Ethnography and Practice on Foot. Ashgate, Aldershot.
- Ingold, T. (2007). Lines: A Brief History. Routledge, Oxon, UK.
- Hallam, E. & Ingold, T. (2007). Creativity and Cultural Improvisation. A.S.A. Monographs, vol. 44, Berg Publishers, Oxford.
- Ingold, T. (2000). The perception of the environment: essays on livelihood, dwelling and skill. London: Routledge.
- Ingold, T. (1996). Key Debates In Anthropology[1]
- Ingold, T. (1986). Evolution and social life. Cambridge: Cambridge University Press.
- Ingold, T. (1986). The appropriation of nature: essays on human ecology and social relations. Manchester: Manchester University Press.
- Ingold T. (1980). Hunters, pastoralists and ranchers: reindeer economies and their transformations. Cambridge: Cambridge University Press.
- Ingold T. (1976). The Skolt Lapps today. Cambridge: Cambridge University Press.